# Het juweel
Het juweel is een hoorspel naar het kort verhaal The Treasure van William Somerset Maugham (eerst The Best Ever getiteld, verscheen in The Cosmopolitan in mei 1934). Op 6 augustus 1969 werd het uitgezonden door de BBC. Het werd vertaald door Lies de Wind en de TROS zond het uit op maandag 29 oktober 1979, van 22.02 uur tot 22.48 uur. De regisseur was Bert Dijkstra.

## Rolbezetting
- Jan Borkus (verteller)
- Frans Somers (Richard Harrenger)
- Joke van den Berg (directrice)
- Lies de Wind (mevrouw Jeddy)
- Piet Ekel (Launder)
- Joke Reitsma-Hagelen (Pritchard)
- Frans Kokshoorn (Samuel Coalville)
- Paul van der Lek (Dr. Coscote)
- Hans Veerman (Sir William Chelsworth)

## Inhoud
Dit is de geschiedenis van een gelukkig mens. Niettegenstaande het feit dat pessimisten al sinds onheuglijke tijden het tegendeel beweerd hebben, is het echt niet zo moeilijk om in deze ongelukkige wereld toch nog een gelukkig mens te vinden. Maar Richard Harrenger wist dat ie een gelukkig mens was en dat is al iets heel bijzonders. Hij leidde een rustig, kalm en zeer beschaafd bestaan en gaf zich veel moeite om te zorgen dat daar geen verandering in kwam. Een jaar of twintig geleden was ie getrouwd geweest, maar na een aantal jaren van bijna volmaakt geluk was ie langzaam maar zeker van zijn vrouw vervreemd geraakt. O, d’r was geen sprake van wettige scheiding, maar ze gingen gewoon op een rustige, kalme en beschaafde manier uit elkaar, met wederzijdse gevoelens van respect en genegenheid. Richard ontsloeg het personeel en verhuisde naar een klein appartement. Maar op het punt waar het hoorspel begint, was er toch een kleine rimpeling aan de oppervlakte van z’n rustig bestaan. Hij moest namelijk een huishoudster hebben en om deze situatie weer snel opgehelderd te krijgen, wendde hij zich tot een bemiddelingsbureau voor huishoudelijke hulp.